# Frente de Salvación Unión Nacional de Kampuchea

El frente recuperó la bandera adoptada por el Khmer Issarak en la resistencia contra los franceses, declarándola bandera de la RPK.

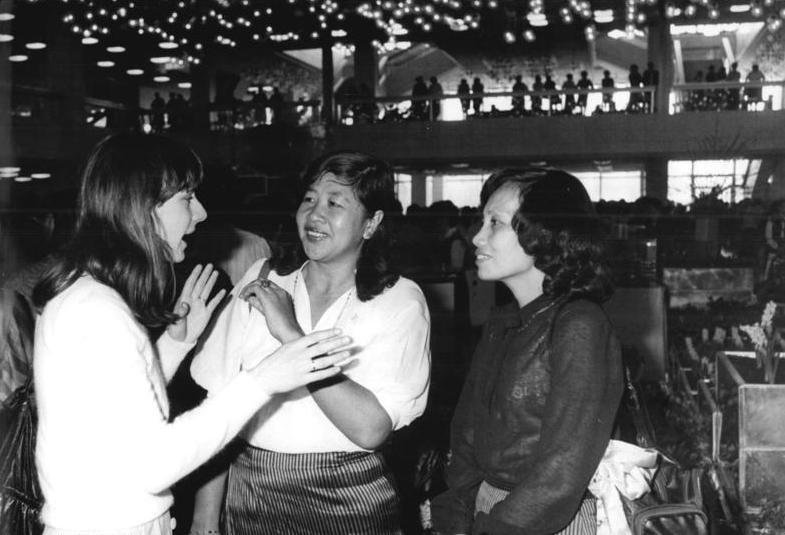
Nuth Kim Lay y Res Sivanna, las líderes de la Asociación de Mujeres Revolucionarias de Kampuchea, asistieron al Congreso de la Federación Democrática de Mujeres de Alemania, celebrado en la República Democrática Alemana (RDA), en 1987.

El Frente de Salvación Unión Nacional de Kampuchea, también conocido como el Frente Unido Jemer para la Salvación Nacional (en jemer: រណសិរ្សសាមគ្គីសង្គ្រោះជាតិកម្ពុជា), fue el núcleo del régimen camboyano que colaboró en la caída de los Jemeres Rojos y posteriormente estableció la República Popular de Kampuchea (RPK).

## Historia
La fundación del frente tuvo lugar el 2 de diciembre de 1978 en la provincia de Kratié, cerca de la frontera con Vietnam, en una reunión de setenta representantes del pueblo jemer, decididos a derrocar al gobierno de Pol Pot. Heng Samrin fue elegido líder del frente, en pocas semanas logró expandir su influencia a ambos lados de la frontera. Esta unión se definió como una organización política y militar heterogénea, legitimó la invasión del país por parte de Vietnam, y precipitó la derrota de la Kampuchea Democrática de los Jemeres Rojos. 

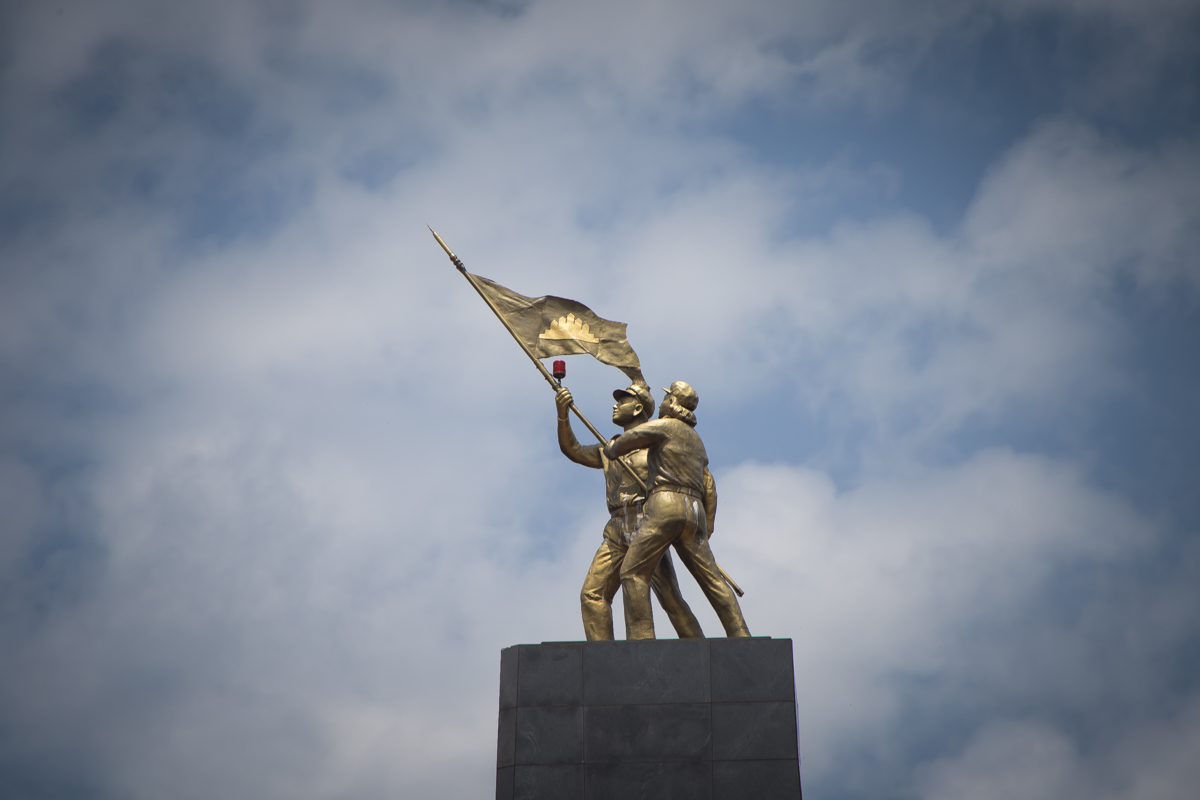
Monumento en honor al FSUNK.

Se anunció la creación de un nuevo estado llamado República Popular de Kampuchea, así como la reconstrucción del país que había sido devastado y empobrecido. Esta organización ha tenido varios cambios de nombre, además de adaptarse a las diversas realidades históricas del país.

## Fechas conmemorativas
Todas las organizaciones que formaban parte del frente, realizaban manifestaciones públicas los siguientes días:
• Día de la solidaridad entre Vietnam y Kampuchea, el 18 de febrero. 
• Día del odio, el 20 de mayo. 
• Día de la solidaridad entre el pueblo y el ejército camboyano, el 19 de junio.